# Petrini Editore
Petrini Editore è una casa editrice fondata a Torino nel 1872 da Giovan Battista Petrini.
Oggi Petrini Editore fa parte del Gruppo De Agostini.

## Storia
Nel 1872 Giovan Battista Petrini fonda a Torino la casa editrice che porta il suo nome, più conosciuta come "Petrini". I primi libri pubblicati sono stati dei libri per la scuola elementare. Uno dei libri più importanti è il dizionario francese C. Ghiotti, che dopo varie edizioni, è rimasto in commercio per un secolo.
Nel 1900 la Petrini si allarga e crea libri per varie materie: educazione civica, grammatica, latino, matematica, scienze e storia.
Nel 1930 la Petrini non è più un'azienda familiare ma diventa società.
Dopo essersi ingrandita, delle grandi case editrici straniere (Hachette, Regents, Prentice-Hall, Santillana e Nelson) collaborano con la Petrini.